# Hanse-Office
Das Hanse-Office in Brüssel ist die gemeinsame Vertretung der deutschen Länder Freie und Hansestadt Hamburg und Schleswig-Holstein bei der Europäischen Union.
Weitere gemeinsame Vertretungen sind die Hanse-Offices in St. Petersburg und Danzig.

## Entwicklung
Das Hanse-Office ging aus dem 1985 gegründeten Informationsbüro der Freien und Hansestadt Hamburg hervor. Dieses Büro war das erste Regionalbüro in Brüssel. Seit dem Einstieg von Schleswig-Holstein 1987 firmiert es unter dem heutigen Namen. Zeitweise war auch Niedersachsen im Hanse-Office vertreten. In den ersten Jahren engagierte sich der ehemalige Kommissar Wilhelm Haferkamp stark für das Hanse-Office.

## Aufgaben

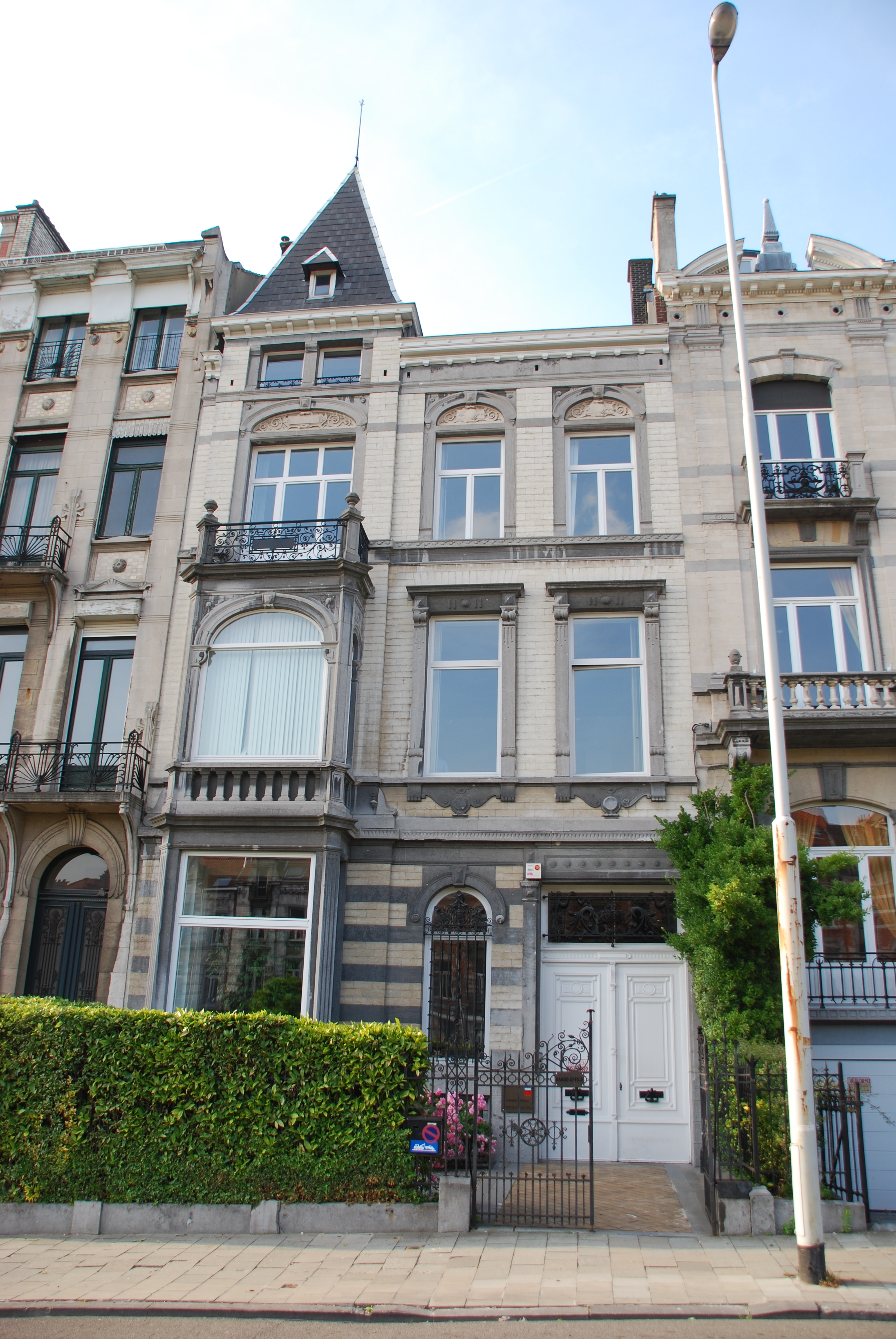
Sitz des Hanse-Office Brüssel in der Avenue Palmerston

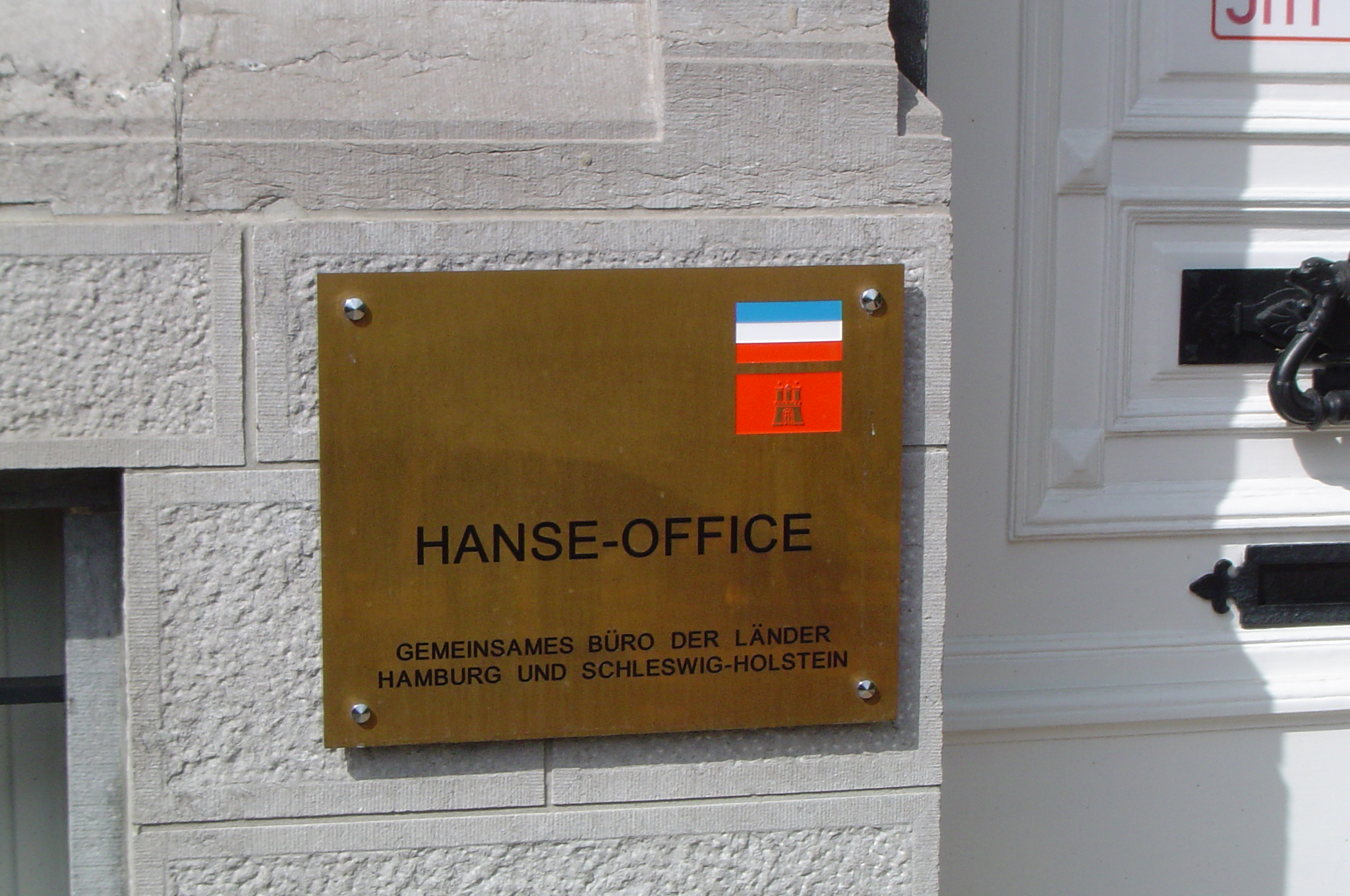
Eingang Hanse-Office Brüssel

Zu den Aufgaben des Hanse-Office gehört zum einen die frühzeitige Übermittlung von Informationen über die aktuelle Politik der EU, ihre Rechtsetzung und deren Förderprogramme an die jeweiligen Landesregierungen (Frühwarnsystem). Hierzu unterhält das Hanse-Office Kontakte zu allen Einrichtungen der EU, aber auch zur Bundesregierung und den anderen Mitgliedstaaten und Regionen. Es vertritt zum anderen die Interessen der beiden Länder.
Darüber hinaus repräsentiert und wirbt das Hanse-Office für die beiden Länder und ihre Vielfalt, vor allem im wirtschaftlichen und kulturellen Bereich und führt entsprechende Veranstaltungen und Ausstellungen durch.
Neben den Landesregierungen bietet das Hanse-Office seine Dienste auch der Wirtschaft, den Bildungseinrichtungen und sonstigen Institutionen bis hin zu einzelnen Personen an. Insbesondere hält das Hanse-Office partnerschaftliche Verbindungen mit den übrigen Vertretungen der norddeutschen Länder und der Regionalbüros des gesamten Ostseeraumes.

## Leitung
Geführt wird das Hanse-Office von zwei gleichberechtigten Büroleitern. Claus Müller ist der Vertreter Hamburgs. Er ist auch Leiter der Abteilung Angelegenheiten der Europäischen Union in der Hamburger Senatskanzlei. Thorsten Augustin ist der Vertreter Schleswig-Holsteins, er ist auch Leiter der Abteilung für Europa-, Ostsee- und Nordseeangelegenheiten in der Kieler Staatskanzlei.

## Hanse-Office St. Petersburg
Das Hanse-Office in St. Petersburg wurde 2005 als gemeinsame Vertretung der Länder Hamburg und Schleswig-Holstein eröffnet. Unter der Leitung von Natalia Berezhkova soll sie dazu beitragen, die wirtschaftliche, wissenschaftliche und kulturelle Zusammenarbeit mit den Regionen in Russland auszuweiten. Hierzu unterhält das Hanse-Office Kontakte vor Ort und entwickelt gemeinsame Projekte zwischen den beiden Bundesländern und den Regionen St. Petersburg, Nowgorod, Kaliningrad und Pskow.

## Hanse-Office Danzig
Seit dem Jahr 2008 unterhalten Hamburg und Schleswig-Holstein zudem ein gemeinsames Hanse-Office in Danzig, das seit 1995 als Schleswig-Holstein Büro existiert. Marek Choromanski ist in der polnischen Hafen- und ehemaligen Hansestadt für Kontakte zu den regionalen Verwaltungsstrukturen, für Delegationsreisen und Kooperationsprojekte zuständig.